# 고흥 남양리 산성
고흥 남양리 산성(高興 南陽里 山城)은 대한민국 전라남도 고흥군 남양면 남양리와 중산리 일대에 있는 해발 162m의 산 정상부를 감싸고 있는 테뫼식산성이다. 2002년 11월 27일 전라남도의 기념물 제207호로 지정되었다.

## 개요
고흥 남양리 산성은 고흥군 남양면 남양리와 중산리 일대에 있는 해발 162m의 산 정상부를 감싸고 있는 산성으로 동서 양쪽의 바다를 조망할 수 있는 위치이다. 이 지역 일대는 백제시대에 조조례현(助助禮縣)이 있었던 곳이다. 조조례현은 통일신라 경덕왕대에 이르러 충렬현(忠烈縣)이 되었다가 다시 고려시대에 이르러 남양현(南陽縣)으로 이름이 바뀌었다.
남양리 산성은 돌을 쌓아 만든 산성이며, 총 둘레는 534m이고, 너비는 4m내외이다. 산성의 평면형태는 부정형으로 남북이 동서에 비해 길며, 성벽은 동벽과 북벽 일부가 잘 남아 있다. 성 안은 북서쪽에서 남동쪽으로 완만하게 내려가는 지형으로 성 안의 평탄지는 12곳이 확인되는데, 계단식 형태를 띠고 있으며, 대부분이 예전에 논밭으로 경작을 하였던 폐경지이다. 성의 중앙부에는 돌로 쌓은 원형의 우물 2곳이 나란히 있는데, 지금은 폐쇄되어 물이 나지 않는다. 문터는 현 출입로로 이용되는 성의 남동쪽 회절부(回折部)에서 서쪽으로 40m정도에 있다. 현재 흙과 모래에 밀려 거의 흔적이 남아 있지 않지만, 동쪽의 외측 모서리부분이 높이 90cm가량 남아 있다.
성안에서 토기류·자기류·기와류·방추차·숫돌·석환(石丸) 등의 유물이 출토되었는데, 이 유물들의 양상으로 볼 때 이 산성은 백제시대에 처음 쌓은 후 조선시대까지 계속해서 사용된 것으로 추정된다.
남양리 산성은 성이 자리잡은 위치 및 쌓은 방법, 출토 유물 등으로 보아 백제시대에 처음으로 쌓았던 산성이며, 전남 동부지역의 백제산성을 이해하는데 매우 중요한 자료로서 역사적·학술적 가치가 크다.

## 참고 자료
- 고흥 남양리 산성 - 국가유산청 국가유산포털
- 고흥 남양리 산성 : 고흥문화관광 - 지방기념물